# География Севастополя

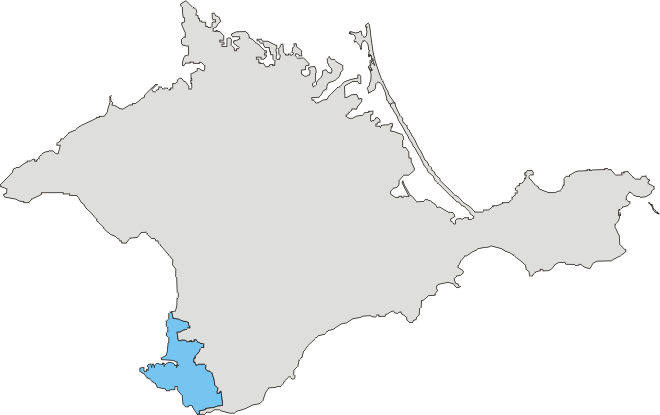
Севастопольский регион на карте Крымского полуострова

Город Севастополь расположен на юго-западе Крымского полуострова на обоих берегах Севастопольской бухты. Территория города Севастополя как региона России или Украины (Большой Севастополь) отличается сложным рельефом и разнообразными геоморфологическими, гидрографическими и климатическими условиями. Большой Севастополь, чья площадь составляет 1079 км² (включая 216 км² внутренних вод вместе с бухтами), застроен весьма неравномерно: южный и северный берега Севастопольской бухты занимают городские кварталы Севастополя, на восточном берегу, в устье реки Чёрной расположен Инкерман, к юго-востоку от Севастополя лежит Балаклава, у северной границы, в устье одноименной реки, расположен посёлок Кача.

## Общая характеристика

### Географическое положение
Город Севастополь расположен в юго-западной части Крыма на Гераклейском полуострове. Территория «большого Севастополя» граничит с административными единицами Крымской республики — на северо-востоке с Бахчисарайским районом, а на юго-востоке — с территорией города республиканского значения Ялта; общая длина сухопутных границ составляет 106 км. На западе и юге территория «большого Севастополя» ограничена береговой линией Чёрного моря, общая протяжённость которой составляет 152 км. Крайними точками являются:
- на севере — мыс Лукулл,
- на юге — мыс Николая,
- на западе — мыс Херсонес,
- на востоке — гора Тез-Баир на Ай-Петринской яйле.

### Климат
Климат на территории «большого Севастополя» близок к субтропическому климату Южного берега Крыма, и имеет свои особенности в двух микроклиматических подзонах:
- в предгорьях — сравнительно мягкий, морской, умеренно континентальный,
- на юго-восточном побережье — умеренно континентальный с чертами субтропического средиземноморского типа.

Среднемесячная температура воздуха в течение всего года является положительной. Самый холодный месяц — январь (средняя температура +1,3 ºС), самый тёплый — июль (+23,2 ºС). Температура поверхностного слоя воды Чёрного моря у побережья Севастополя также всегда выше нуля, а в июле составляет 22,2 ºС. Атмосферные осадки в течение года выпадают довольно равномерно: от 280 до 400 мм/гг. Наиболее сухой месяц в году — май.
| Показатель                                         | Янв. | Фев. | Март | Апр. | Май  | Июнь | Июль | Авг. | Сен. | Окт. | Нояб. | Дек. | Год  |
| -------------------------------------------------- | ---- | ---- | ---- | ---- | ---- | ---- | ---- | ---- | ---- | ---- | ----- | ---- | ---- |
| Средний суточный максимум, °C                      | 5,9  | 6,0  | 8,9  | 13,6 | 19,2 | 23,5 | 26,5 | 26,3 | 22,4 | 17,8 | 12,3  | 8,1  | 15,9 |
| Средняя температура, °C                            | 1    | 2    | 5    | 9    | 15   | 20   | 23   | 22   | 18   | 13   | 8     | 3    | 11   |
| Средний суточный минимум, °C                       | −0,2 | −0,4 | 2,0  | 6,1  | 11,1 | 15,5 | 18,2 | 17,9 | 13,9 | 9,9  | 5,4   | 2,0  | 8,5  |
| Норма осадков, мм                                  | 26   | 25   | 24   | 27   | 18   | 26   | 32   | 33   | 42   | 32   | 42    | 52   | 379  |
| Температура воды, °C                               | 7    | 7    | 7    | 9    | 14   | 20   | 22   | 22   | 20   | 17   | 12    | 7    | 13,7 |
| Источник: База данных погоды, Туристический портал |      |      |      |      |      |      |      |      |      |      |       |      |      |

Будучи защищенной от холодных северных ветров отрогами хребта Кокиябель высотой 684,1 м, Ласпинская бухта является самым тёплым местом Севастопольского региона со среднеянварской температурой +5 °C.

## Рельеф
Рельеф региона сложен и разнообразен. На западе и юго-востоке естественной границей региона является акватория Чёрного моря с урезом воды около 0,25 м выше уровня мирового океана. Самой низкой точкой является Кадыковский карьер у Балаклавы с отметкой около 14 м ниже уровня моря. В материковой части характеризуется региона наличествуют окраинные куэстовые формации трёх основных гряд Крымских гор. Самая высокая Южная гряда представлена здесь формацией известной как Балаклавские высоты, Внутренняя гряда имеет в своём начале Мекензиевы горы, а невысокая Внешняя гряда — возвышенность Кара-Тау. Споры о самой высокой точке региона ведутся давно. «Севгеоцентр» трактует их следующим образом: самой высокой искусственной точкой в городской черте Севастополя признана телевизионная вышка на Воронцовой горе. Её высота достигает 405,8 м над уровнем моря. При этом самой высокой естественной точкой в городской черте Севастополя считается Сапун-гора, имеющая высоту 231,7 м над уровнем моря.
Ещё более спорным является подход к определению самой высокой точки всего севастопольского региона. Орлиновский муниципальный округ (сельский совет), на которых приходится около трети площади региона, полностью занят ярко выраженными горными формациями. В книге «Крым. Географические названия: Краткий словарь» указано, что самая высокая точка Севастополя — г. Тарпан-Баир (также Тарпан-Баир) — 1094,4 м над уровнем моря.  Однако топонимический словарь Севастополя справедливо отмечает что сама гора находится за пределами административной границы Севастополя, в 3,5 км к юго-востоку от села Колхозное. Однако её западный склон начинается в пределах региона. В менее авторитетных источниках в качестве высшей точки Севастополя ошибочно называется гора Тез-Баир (1012,0 метров над уровнем моря). Тез-Баир, а точнее её юго-западный склон являются лишь самой восточной точкой Севастопольского региона. Сама же вершина находится за пределами границ региона — на территории республики Крым. Картографический анализ в свою очередь показывает что наивысшей точкой Севастопольского региона, целиком расположенной в границах его территории, является гора Бюзюка (Бузука) высотой 927,0 м. Весь юго-восточный угол региона, получивший название Карадагский лес, полностью занят горами, в которых ярко выражены карстовые формы рельефа с воронками и провалами.

#### Горы
На территории Севастопольского региона берут начало все три основные гряды Крымских гор:
- Южная гряда — Балаклавскими высотами,
- Внутренняя гряда — Мекензиевыми горами,
- Внешняя гряда — возвышенностью Кара-Тау.

Естественной южной границей Севастопольского региона служит Ай-Петринская яйла с высoтами в пределах 600—900 м выше уровня моря.

### Ландшафты
Основные типы ландшафтов:
- Сасык-Альминский- ковыльно-степной, равнинно-балочный ландшафт (северная часть города);
- Гераклейский внешнекуэстовый, ксерофитно-фриганный (занимает самую большую площадь);
- Балаклавский низкогорный, окраинно-грядовый, лесокустарниковый (район Балаклавы);
- Байдарский подгорный, горнокотловинный, лесостепной (самый небольшой по площади, на крайнем юго-востоке Балаклавского района).

### Реки
По территории Севастополя протекают реки Бельбек, Чёрная и Кача, занимающие в Крыму соответственно первое, второе и четвёртое места по полноводности.

### Заповедные территории
- Бухта Казачья — общезоологический, гидрологический заказник.
- Мыс Айя — ландшафтный заказник.
- Мыс Фиолент — ландшафтный заказник.
- Прибрежный аквальный комплекс мыса Фиолент.
- Прибрежный аквальный комплекс у Херсонесского заповедника — гидрологический памятник местного значения.
- Сарыч-Ласпинский прибрежно-аквальный комплекс — гидрологический памятник природы.
- Скалы Ласпи — заповедное урочище.
- Ушакова балка — ботанический памятник природы местного значения.

### Флора
На территории, подчиненной городу Севастополь, по новейшим данным, зафиксировано 1859 видов сосудистых растений.

## Гераклейский полуостров
Геракле́йский полуо́стров — треугольный выступ суши в Чёрное море на юго-западе Крымского полуострова, от которого отделяется Севастопольской бухтой, рекой Чёрной, Балаклавской долиной и Балаклавской бухтой. Занимает площадь около 10 тысяч га. Полуостров представляет собой каменистое плоскогорье, изрезанное балками, которое полого спускается с высот Сапун-горы к Чёрному морю. Другое название полуострова — Трахейский. В XIX веке употреблялось также название Ираклийский.
Трахейский полуостров значит каменистый полуостров. Он называется тоже Гераклейским, по имени гераклейских поселенцев, основавших на нём знаменитый Херсонес; временем основания его считается начало VI века до н. э.; в э то же время были основаны и другие древнейшие колонии греков на Крымском полуострове: Феодосия, Пантикапея, Каркинит и проч. Гераклейский полуостров составляется с одной стороны (север.) Севастопольскою бухтою, древним Ктенунтским заливом, а с запада и юга окружен морем, которое изрезывает его множеством бухт и делает в этом отношении весьма похожим на Пелопоннес; немудрено, что этот юго-западный угол Крыма, так напоминавший грекам Грецию, первый обратил на себя их внимание. На юго-востоке полуостров несколько отрезывается от остального Крыма узкою Балаклавскою бухтою, названною у Страбона узкоустою. С северо-востока же его отрезает от остального Крыма Чёрная речка (Биюк Узень, Чоргун и проч.), бегущая в направлении от юго-востока к северо-западу. Её болотистая долина проходима только в немногих местах. Так образовался крошечный угол земли, которым овладели гераклейские колонисты. Обладая самыми широкими средствами к развитию морской торговли, он в то же время был почти совершенно отделен от соседних народов, сначала тавроскифов, потом готов, потом половцев, казар и т. д. Кроме того, гераклейцы провели стену для защиты своей восточной границы, начиная от Балаклавской бухты прямо к устью Чёрной.
Ещё недавно видели по этому направлению её следы наши ученые путешественники: Кларке , Паллас , Муравьев .
На этом пространстве, в несколько квадратных верст каменистой почвы, процветал, почти две тысячи лет, знаменитый город, с множеством окрестных селений, заводов и всякого рода торговых и хозяйственных учреждений; здесь были разведены прекрасные сады, проведены водопроводы; вся страна, по свидетельству современников, представляла вид цветущего сада или оживленного города; в городе было много статуй и храмов; в Инкермане добывался отличный камень; по берегам Каламитского залива выволакивали соль; рыбу ловили не только по крымским берегам, но и при устье Днепра. Все это везли в Грецию, в Малую Азию, в Египет, и Херсонес был предметом удивления и зависти окрестных племен. Но, имея богатство, он имел и силу.

## Административное устройство

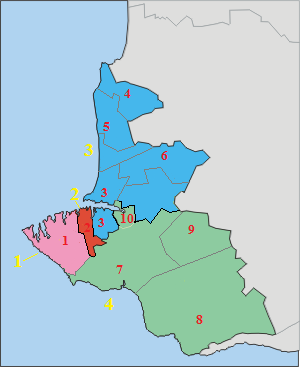
Административная карта Севастопольского региона

Территория, подчинённая горсовету Севастополя разделена на 4 административных района. В состав двух из них (Гагаринского и Ленинского) входят только городские кварталы, а двум другим (Балаклавскому и Нахимовскому) подчинены также окружающие город сёла.
- 1 Гагаринский район (западная часть города; укр. Гагарінський район, крымскотат. Gagarin rayonı)
  - 1. Гагаринский муниципальный округ;
- 2 Ленинский район (центральная часть города; укр. Ленінський район, крымскотат. Lenin rayonı)
  - 2. Ленинский муниципальный округ;
- 3 Нахимовский район (восточная часть города; Северная сторона и территории к северу от реки Бельбек, укр. Нахімовський район, крымскотат. Nahimov rayonı)
  - 3. Нахимовский муниципальный округ;
  - 4. Андреевский муниципальный округ;
  - 5. Качинский муниципальный округ;
  - 6. Верхнесадовский муниципальный округ.
- 4 Балаклавский район (южная часть города; укр. Балаклавський район, крымскотат. Balıqlava rayonı)
  - 7. Балаклавский муниципальный округ;
  - 8. Орлиновский муниципальный округ;
  - 9. Терновский муниципальный округ;
  - 10. город Инкерман.

## Топографические карты
- Западный Крым и Севастополь. // Топографические карты областей Украины 1:200000, приблизительно 2006 года